# Filippo Beroaldo der Jüngere

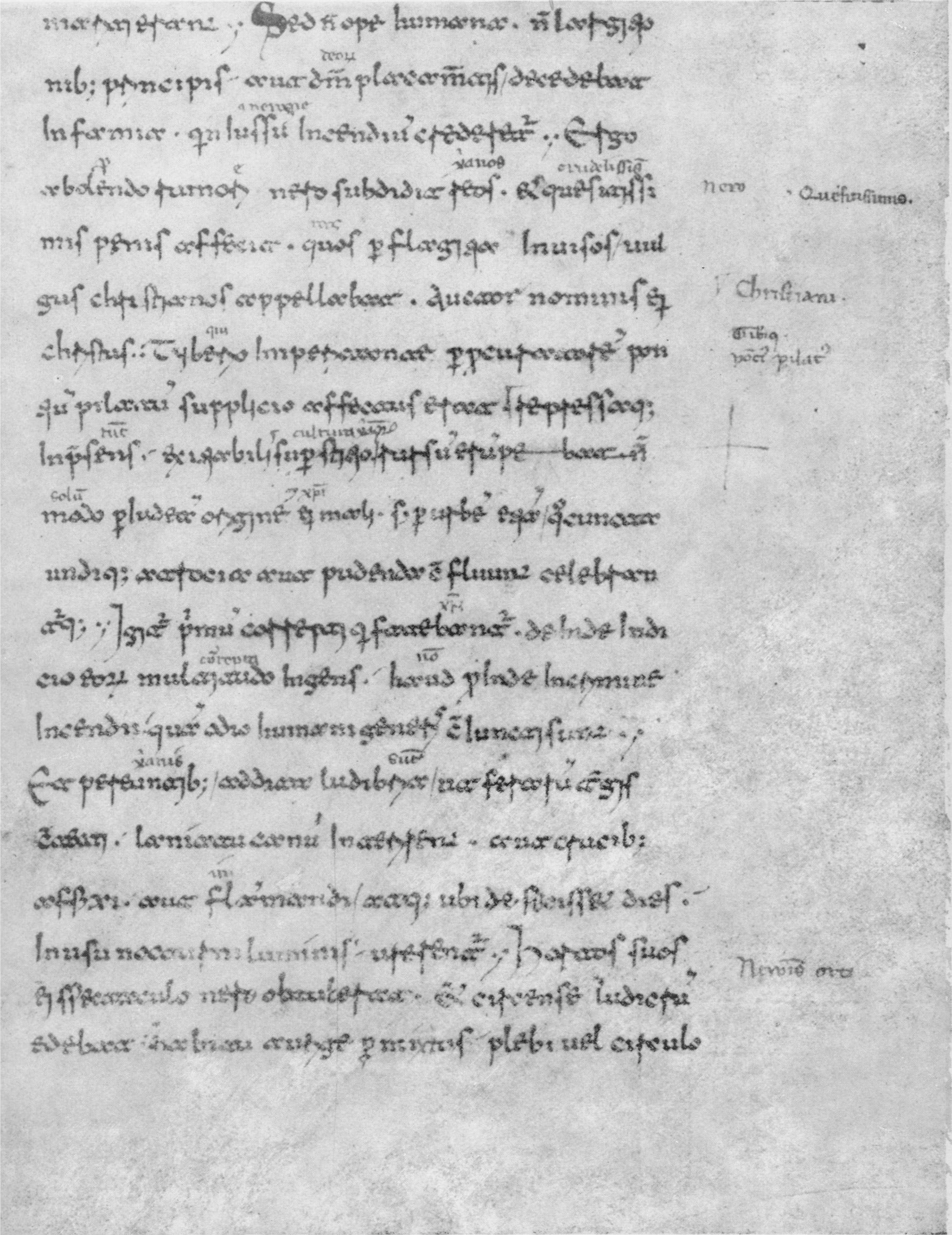
Aus dem Codex Mediceus (68 II fol. 38 r), den Annales des Tacitus

Filippo Beroaldo der Jüngere, latinisiert Philippus Beroaldus (Iunior) (* 1. Oktober 1472 in Bologna; † 30. August 1518 in Rom) war der Neffe von Filippo Beroaldo dem Älteren und ein italienischer Philologe, Dichter und Bibliothekar.

## Leben und Wirken
Im Jahr 1498 erhielt Beroaldo ein Lehramt in Bologna, in dessen Folge er nach Rom ging. Er war dort der Sekretär von Kardinal Giovanni de’ Medici, der im Jahr 1513 als Leo X. Papst wurde. 1514 wurde Beroaldo Präfekt der römischen Akademie, 1516 ernannte ihn der Papst zum Präfekten der Vatikanischen Bibliothek.
Im Jahr 1515 ließ Beroaldo den Codex der angeblich verlorenen ersten Bücher der Annales des Tacitus drucken, den der Kardinal 1508 erworben hatte. Als Hanno, der Elefant Leos X. im Jahr 1516 verendete, verfasste Beroaldo sein Epitaph. Überliefert sind seine Briefwechsel, unter anderem mit Aldus Manutius und Johannes Reuchlin. Oden und Epigramme von ihm erschienen in Rom im Jahr 1550.